# Idiornithidae
Die Idiornithidae sind eine ausgestorbene, wenig erforschte Vogelfamilie. Fossilien der Vögel wurden vor allem in den Phosphoritschichten von Quercy im südwestlichen Frankreich gefunden, wo sie die häufigsten Vogelfossilien sind. Weitere Funde gibt es aus der Grube Messel in Hessen und aus dem Geiseltal in Sachsen-Anhalt.

## Merkmale
Die Idiornithidae waren mittelgroße Vögel mit schlanken, langen Beinen und ähnelten den rezenten Seriemas (Cariamidae). Sie waren allerdings kleiner, einige hatten die Größe mittelgroßer Fasane. Von den fünf Gattungen sind nur Gypsornis und Idiornis durch mehrere postcraniale Knochen überliefert und nur Idiornis tuberculata durch ein artikuliertes (im anatomischen Zusammenhang aufgefundenes) Skelett inklusive Schädel. Insgesamt hatte das Beinskelett große Ähnlichkeit mit dem der Seriemas. Der Hypotarsus, der knöcherne Wulst an der Hinterseite des Vogelfußes, war quaderförmig und besaß keine Rillen für die Beugesehnen der Zehen (ähnlich wie bei den Seriemas). Auch der Coracoid (das Raben(schnabel)bein im  Schultergürtel) entsprach dem der Seriemas.
Die Fossilien aus Quercy, wo ein mehr arides Klima herrschte und die Landschaft offener war, zeigen eine bessere Anpassung an eine bodenlebende, laufende Lebensweise als die Fossilien aus den deutschen Fossillagerstätten, wo eher Wald vorherrschte.

## Gattungen
Bis heute wurden fünf Gattungen beschrieben:
- Gypsornis Milne-Edwards, 1868
- Idiornis Oberholser, 1899
- Oblitavis Mourer-Chauvire, 1983
- Occitaniavis Mourer-Chauvire, 1983
- Propelargus Lydekker, 1891

## Systematik
Die Idiornithidae werden den „cariamiden“ Vögeln zugeordnet, einer Vogelgruppe, die nach den rezenten Seriemas (Cariamidae) benannt und bis vor kurzem meist als Unterordnung in die Ordnung der Kranichvögel (Gruiformes) gestellt wurde, inzwischen aber in den Rang einer Ordnung erhoben wurde (Cariamiformes).